# توني باربر
توني باربر (بالإنجليزية: Tony Barber)‏ هو موسيقي وكاتب للأطفال وكاتب أسترالي، ولد في 3 ديسمبر 1943.

## وصلات خارجية
- توني باربر على موقع IMDb (الإنجليزية)
- توني باربر على موقع ميوزك برينز (الإنجليزية)
- توني باربر على موقع ديسكوغز (الإنجليزية)